# Valmeyer
Valmeyer é uma vila localizada no estado americano de Illinois, no Condado de Monroe.

## Demografia
Segundo o censo americano de 2000, a sua população era de 608 habitantes.
Em 2006, foi estimada uma população de 1105, um aumento de 497 (81.7%).

## Geografia
De acordo com o United States Census Bureau tem uma área de
8,7 km², dos quais 8,6 km² cobertos por terra e 0,1 km² cobertos por água. Valmeyer localiza-se a aproximadamente 125 m acima do nível do mar.

## Localidades na vizinhança
O diagrama seguinte representa as localidades num raio de 12 km ao redor de Valmeyer.